# Erik Pukhayev
Erik Georgiyevich Pukhayev (cirílico: Эрик Георгиевич Пухаев; Skhlit, 5 de maio de 1957) é o atual Primeiro-ministro da Ossétia do Sul desde 16 de maio de 2017, sucedendo Domenty Kulumbegov.
Pukhayev estudou no Instituto Pedagógico da Ossétia do Sul de 1977 a 1982 e se tornou professor de matemática e física. Em 2005 ele foi nomeado como diretor do Instituto de Estatística. De 2014 a 2017 foi vice-primeiro-ministro. É casado e tem 3 filhos.